# Lure (Haute-Saône)
Lure [lyʁ] (früher deutsch: Lüders bzw. Luders) ist eine französische Stadt mit 7.912 Einwohnern (Stand 1. Januar 2022) im Département Haute-Saône in der Region Bourgogne-Franche-Comté. Sie ist Sitz der Unterpräfektur des Arrondissements Lure.

## Geografie
Lure liegt am südwestlichen Rand der Vogesen auf 293 m Höhe. Das relativ flache Gemeindegebiet wird vom Ognon durchflossen. Die Stadt wird fast vollkommen von einem Waldgebiet umschlossen. Nach Besançon im Südwesten sind es 80 km und nach dem östlich gelegenen Belfort 30 Kilometer. Die Stadt liegt am Rande des Regionalen Naturparks Ballons des Vosges, mit dem sie assoziiert ist.

## Geschichte
Im Halbdunkel der Geschichte liegen der Heilige Columban, durch den selbst oder durch seinen Schüler Deicolus/Desle hier um 610 eine Kapelle (frz. chapelle) und/oder ein Betsaal (frz. oratoire) gegründet worden sein soll. Das spätere Benediktinerkloster wurde von elsässischen Grafen ausgestattet und stand auch später in engem Kontakt mit dem Elsass.
Ins volle Licht der Geschichte tritt Lure mit seiner Erwähnung auf dem Aachener Konzil 817 als „Luterhaa“. In den Teilungsverträgen von Verdun (843) und Meerssen (870) wird ein Kloster (870 „Lutra“ genannt), ausdrücklich erwähnt (Regesta Imperii I. 368, 1480). Die Schenkung dreier Kirchen an das Kloster („Luteram“) 865 durch König Lothar II. soll eine Fälschung sein (Regesta Imperii I., 1306). In weiteren Urkunden heißt Lure wieder „Luterhaa“ (Schenkungsurkunde Kaiser Ottos I. von 959 in Reg. Imp. II. 266), „Luthra“ (1016) und „Lutra“ (1051). Der heutige Ortsname ist seit 1408 nachweisbar.
Der Abtei wurden durch eine Bulle von Papst Alexander III. im Jahre 1178 verschiedene Domänen, darunter Château Brotte zuerkannt. Um 1340 errichteten die Mönche eine Befestigung gegen Übergriffe aus dem Haus Valois. Seit 1392 war es der Herrschaft der Herzöge von Österreich unterstellt. 1543 vereinigte Papst Paul III. das Kloster mit der Fürstabtei Murbach. 1544 erhielt diese durch Kaiser Karl V. das Münzrecht für das auf ihrer Besitzung gewonnene Silber, die Münzstätte war in Guebwiller (Gebweiler). Mit der Französischen Revolution wurde das Kloster 1790 säkularisiert. Während des Winterfeldzuges 1813/1814 war die Gegend um Lure Schauplatz zweier Gefechte. Die napoleonischen Truppen versuchten vergebens, den Vormarsch der Verbündeten aufzuhalten. Die Franzosen unterlagen (Gefecht am 27. Dezember 1813) bzw. flohen (Gefecht am 30. Dezember 1813). Am 2. Januar 1814 rückten die österreichischen und bayerischen Truppen in Lure ein.
2020 war die Lure zum ersten Mal Etappenort der Tour de France, als sie als Startort der 20. Etappe diente, einem Zeitfahren, das mit dem Anstieg zum nahe gelegenen Planche des Belles Filles endete.

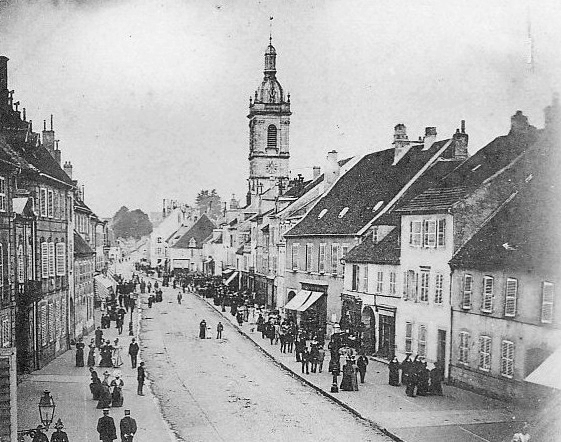
Die Grand-Rue in den 1890er Jahren
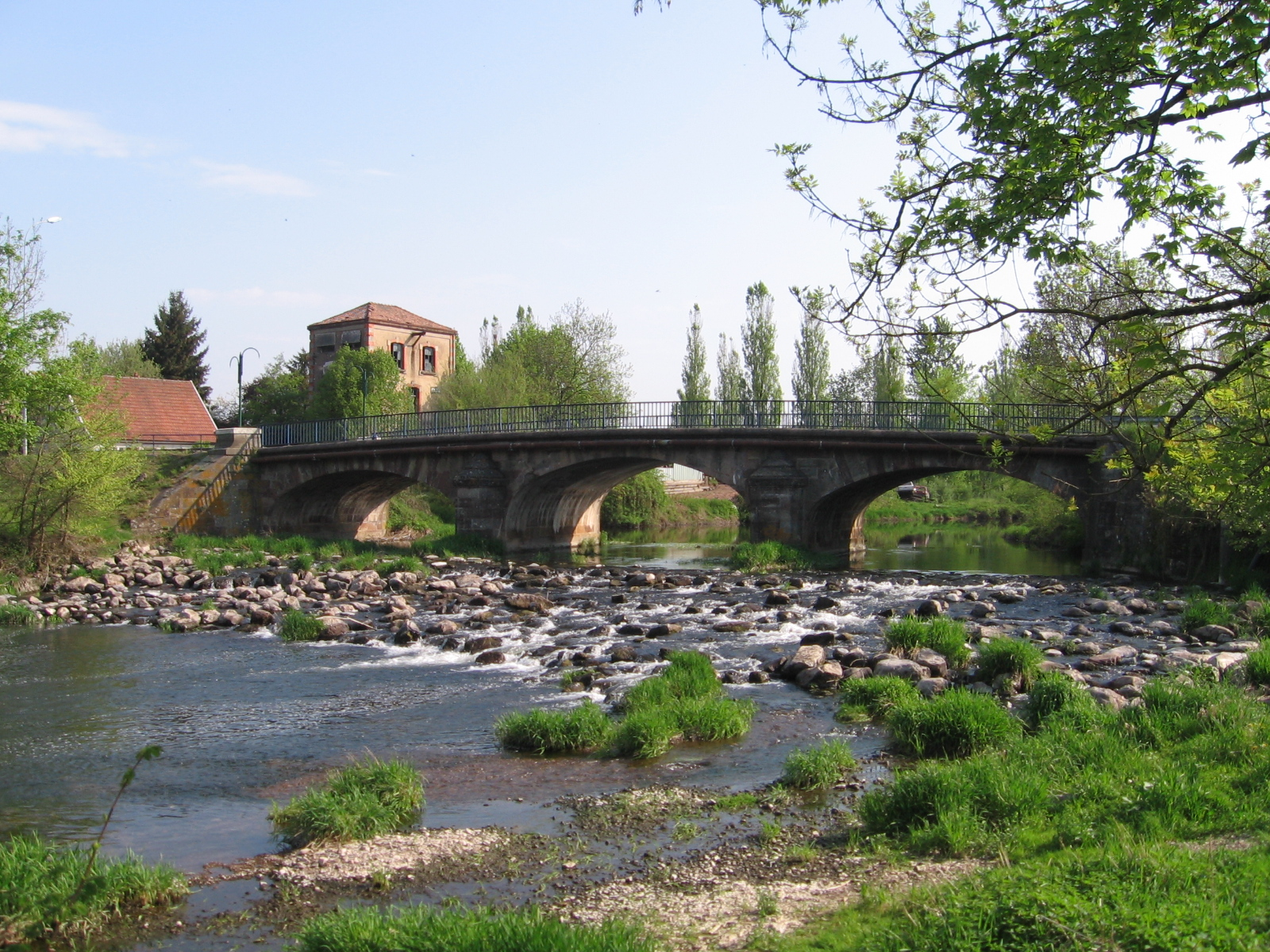
Der Ognon bei Lure
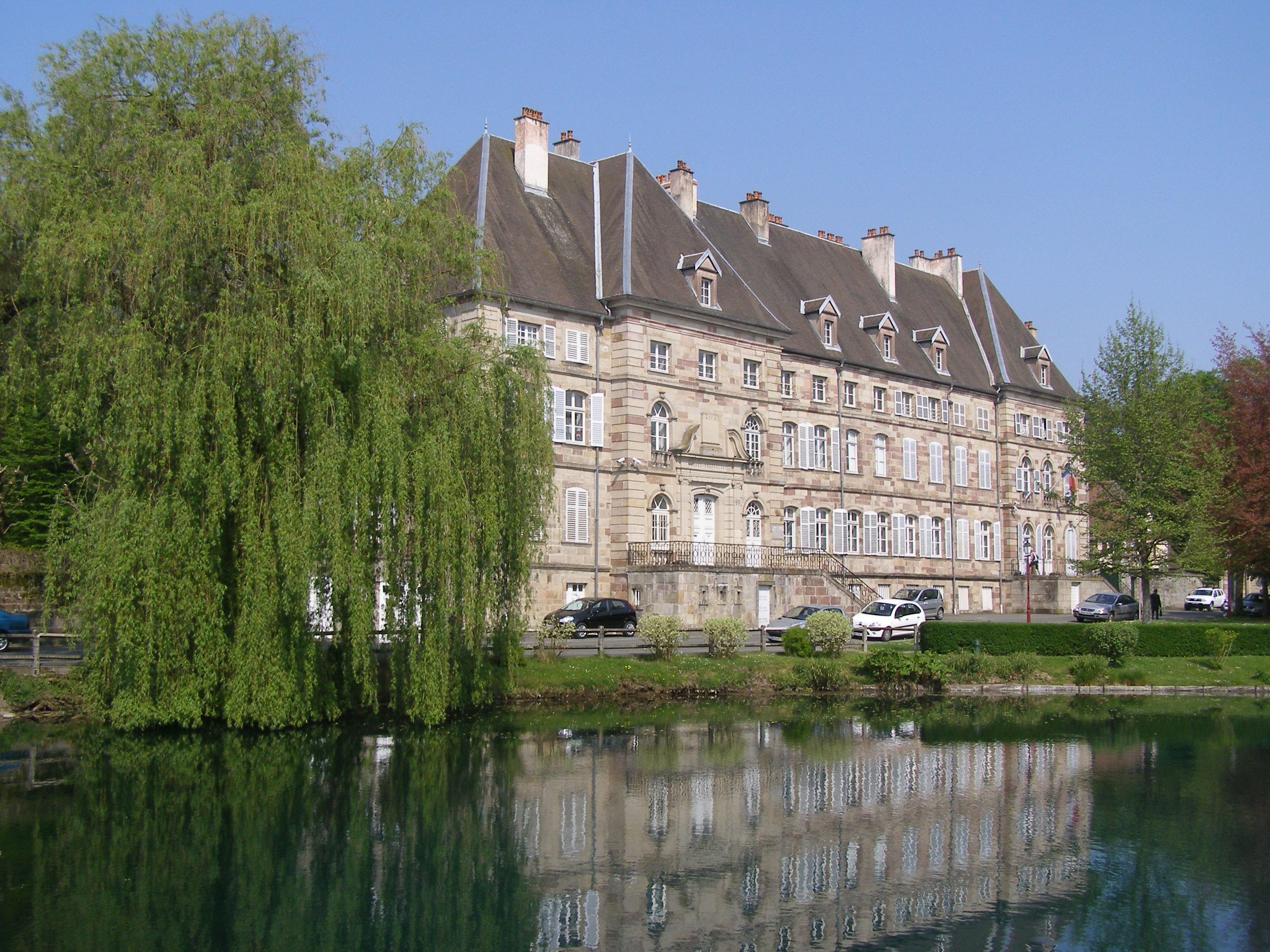
Gebäude der Unterpräfektur

## Burg
Die erste Burganlage wurde wahrscheinlich 1265 erbaut; bis 1271 lebte ein „Ponce de Chatenios“ in der Burg. Es folgten wechselnde Besitzer und Zerstörungen. 1835 restaurierte Gräfin von Belay den Wohnturm. Diese Anlage wird zwischenzeitlich z. T. Urlaubern zur Anmietung bereitgestellt.
Die ursprüngliche Burg war eine von vier Ecktürmen und Mauern umfasste Anlage. Heute stehen von den Türmen nur noch der große Donjon und Teile eines kleineren Turmes. Die Anlage wurde im Lauf der Jahrhunderte als Steinbruch genutzt, um umstehende Gebäude erbauen zu können. Im Inneren der Anlage standen früher Wohnhäuser und Werkstätten. Zugang zu diesen Gebäuden hatte man über eine Zugbrücke.

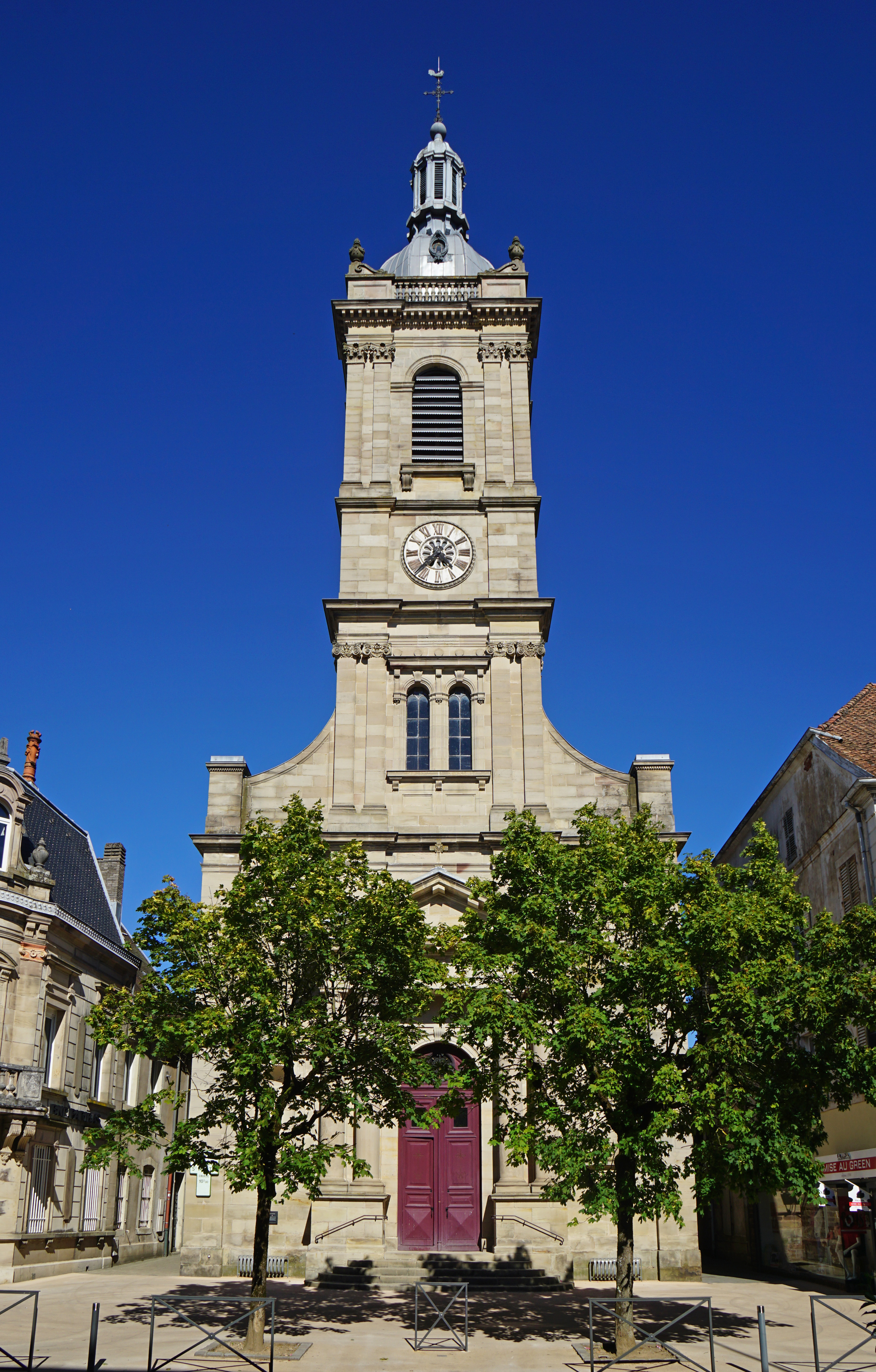
Kirche Saint-Martin

## Kirche

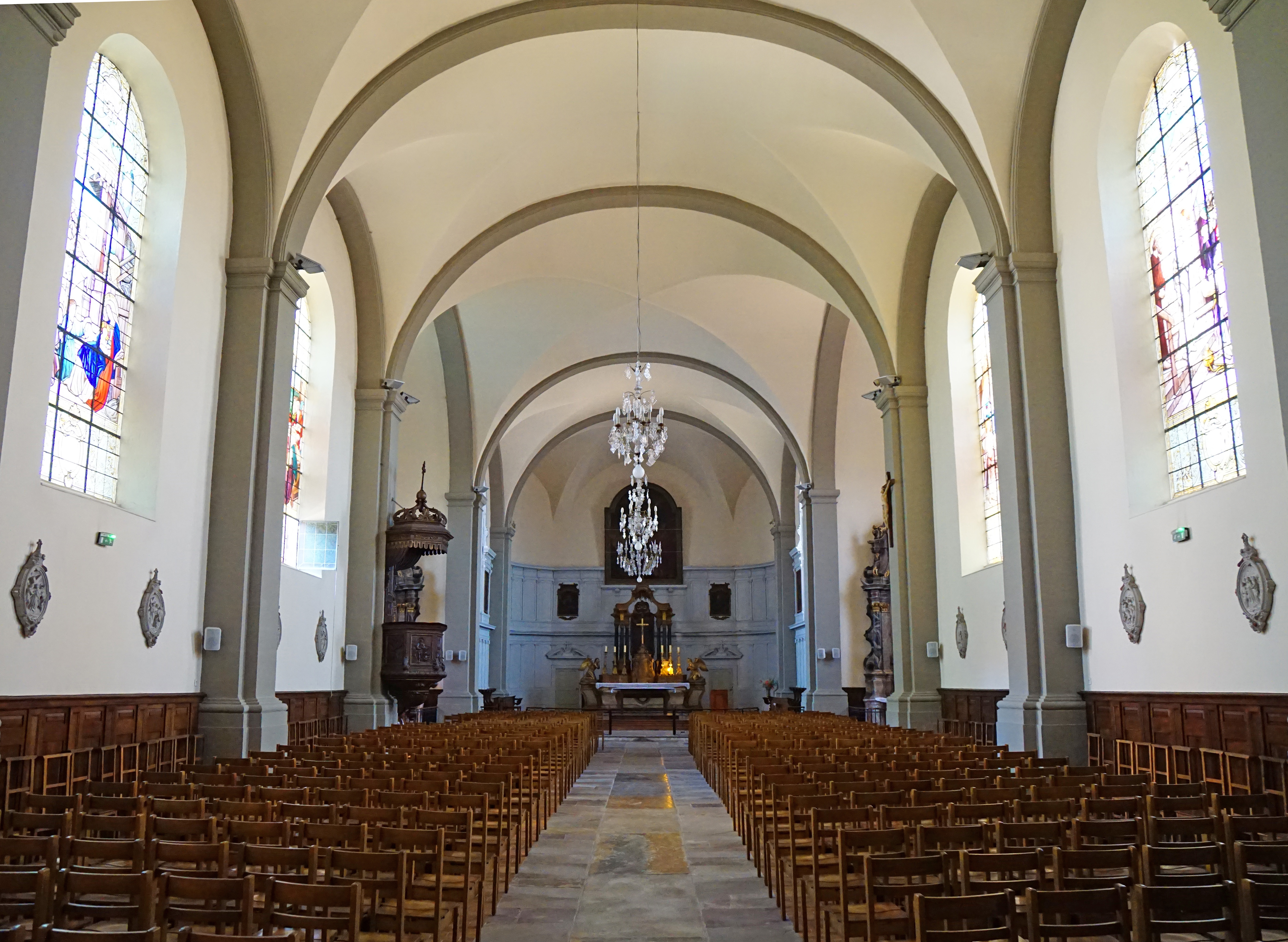
Kirche Saint-Martin, innen

Die katholische Kirche Saint-Martin befindet sich in der Ortsmitte an der Hauptdurchgangsstraße; sie wurde im 18. Jahrhundert wiedererrichtet, wobei sich unter dem Glockenturm eine Kapelle des 16. Jahrhunderts erhalten hat. Die Ausstattung stammt aus der ehemaligen Abteikirche. Die Kanzel errichtete 1745 Cuppillard. Der Altaraufsatz aus polychromen Stuck stammt aus dem 18. Jahrhundert. Die Kirche birgt Reliquien des Heiligen Deicolus/Desle und des Heiligen Columban von Luxeuil. Die Orgel in der Kirche wurde 1756–1757 von Karl Joseph Riepp gebaut, ursprünglich für die Benediktinerabtei Lure. Sie verfügt über 33 Register auf drei Manualen und Pedal.

## Bevölkerung
In den 1960er und 1970er Jahren stieg die Bevölkerungszahl stark an. 1982 wurde mit 9130 Einwohnern der bisherige Höchststand erreicht. Seither nahm die Bevölkerungszahl leicht ab. Einwohner der Gemeinde Lure werden Lurons genannt.
| Jahr                       | 1962 | 1968 | 1975 | 1982 | 1990 | 1999 | 2010 | 2020 |
| -------------------------- | ---- | ---- | ---- | ---- | ---- | ---- | ---- | ---- |
| Einwohner                  | 6408 | 7415 | 8639 | 9130 | 8843 | 8727 | 8325 | 7960 |
| Quellen: Cassini und INSEE |      |      |      |      |      |      |      |      |

## Persönlichkeiten

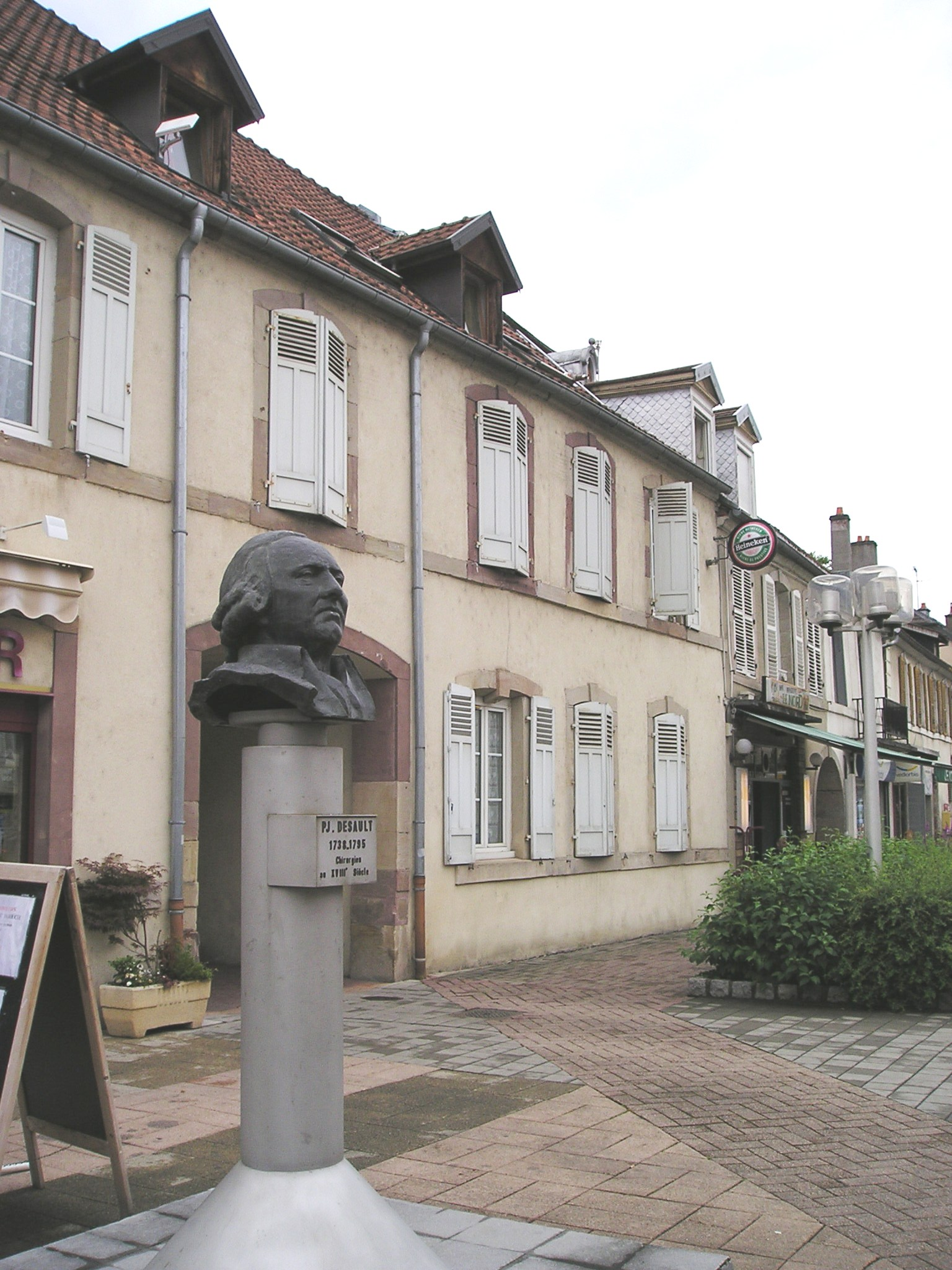
Denkmal für Pierre-Joseph Desault

- Christophe, Künstlername von Georges Colomb (1856–1945), Schriftsteller und Comiczeichner
- In der nahegelegenen Gemeinde Vouhenans wurde der seinerzeit berühmte Chirurg Pierre-Joseph Desault (1744–1795) geboren. Ein Denkmal in Lure erinnert an ihn.
- Alexandre Pothey (1820–1897), Schriftsteller, Journalist und Illustrator
- Paul René Machin (1918–2003), Schriftsteller
- Jacques Henry (1942–2016), Rallyefahrer
- Romain Hamouma (* 1987), Fußballspieler

## Städtepartnerschaft
- Lure ist Partnerstadt von Asperg bei Stuttgart.